# Rae Lin D'Alie
Rae Lin D'Alie, född 31 oktober 1987, är en italiensk basketspelare. 
D'Alie deltog vid olympiska sommarspelen 2020 och var en del av Italiens lag som blev utslagna i kvartsfinalen i tremannabasket.